# Džang Heng
Džang Heng (kitajsko: 張衡; pinjin: Zhang Heng), kitajski matematik, astronom, učenjak, geograf, izumitelj, umetnik in pesnik, * 78, okrožje Nanjang, provinca Henan, Kitajska, † 139, Luojang, Kitajska.

## Življenje in delo
Džang Heng je živel za časa vzhodne dinastije Han (25–220). S šestnajstimi leti je zapustil dom, da bi se izšolal v glavnih mestih. Vsaj deset let se je ukvarjal s književnostjo in pisanjem. Objavil je več dobro sprejetih spisov. Po tridesetem letu se je začel ukvarjati z astronomijo. Pri osemintridesetih je postal vladni uslužbenec. Za časa svojega vladnega službovanja je odpravljal razna podkupovanja med krajevnimi vladnimi uslužbenci.
V letu 123 je popravil koledar in ga uskladil z letnimi časi. Po vrsti več močnejših potresov je leta 132 izdelal prvi seizmoskop (seizmograf), za merjenje in opozarjanje pred potresi. Menil je, da je Vesolje kakor jajce, kjer ležijo zvezde na lupini, Zemlja pa je v sredini kot rumenjak.  Prvi je na Kitajskem izdelal vrteči nebesni globus. Njegov izum je kasneje leta 723 izboljšal Ji Šing. Džang Heng je izumil tudi odometer, števec za merjenje razdalj.
Napisal je veliko pesniških del, vendar se jih je malo ohranilo. Raziskoval je magične kvadrate.
V enem od svojih del Líng ksiàn (《靈憲》 povzetek tedanjih astronomskih teorij) je navedel približek za π 730/232 s periodo dolžine 28, oziroma :
{\displaystyle {\begin{aligned}\pi &=[3;6,1,4,1,2]=\left\{3,{\frac {19}{6}},{\frac {22}{7}},{\frac {107}{34}},{\frac {129}{41}},{\frac {236}{75}},{\frac {365}{116}}\right\}\\&=3,14{\overline {6551724137931034482758620689}}\!\,.\\\end{aligned}}}
V eni od svojih enačb za izračun prostornine krogle je za π uporabljal džainistično inačico {\displaystyle \pi ={\sqrt {10}}\approx 3,162}. Do te, sicer ne najbolj točne, vrednosti se je dokopal po teoretični poti in ne po praktični, kot mnogi pred njim.